# Університет Зениці
Університет Зениці (босн. Univerzitet u Zenici) — державний університет в боснійському місті Зіниця. Заснований 18 жовтня 2000 роки після вирішення низки факультетів Сараєвського університету в Зіниці про вихід з його складу.

## Історія
Попередником Зеніцкого університету є металургійне училище, засноване в 1950 році. У 1961 році його перетворили в факультет металургії Сараєвського університету. Згодом безліч нових факультетів університету з'явилися в Зіниці, поки в 2000 році в Зеніцько-Добойському кантоні не з'явилося незалежного університету. Він входить в Мережу балканських університетів.
Щорічно в жовтні на стадіоні Арена Зіниця проходить церемонія вручення дипломів бакалаврам та магістрам.

## Факультети
- Факультет металургії і матеріалознавства[3]
- Інженерно-механічний факультет[4]
- Філософський факультет
- Економічний факультет[5]
- Юридичний факультет[6]
- Факультет здоров'я[3]
- Факультет ісламської педагогіки[7]
- Політехнічний факультет[8]